# أنجيلا مكروبي
أنجيلا مكروبي (بالإنجليزية: Angela McRobbie)، الحائزة على زمالة الأكاديمية البريطانية (من مواليد عام 1951)، منظّرة ثقافية بريطانية ونسوية ومعلقة يجمع عملها بين دراسة الثقافة الشعبية والممارسات الإعلامية المعاصرة والنسوية، من خلال مفاهيم النظرة الانعكاسية للطرف الثالث. وهي أستاذة في الاتصالات في كلية جولدسميث، جامعة لندن.
يمتد البحث الأكاديمي لمكروبي على مدى أربعة عقود تقريبًا، حيث استوحى عملها بعمل ستيوارت هال وعلماء الاجتماع البريطانيين في مدرسة برمنغهام في بدايتها، ومبنيًا على التقاليد النظرية للنسوية والماركسية. وقد ألفت مكروبي العديد من الكتب والمقالات العلمية حول الشابات والثقافة الشعبية والجندرية والجنسانية وصناعة الأزياء البريطانية والنظرية الاجتماعية والثقافية وعالم العمل المتغير والاقتصاد الإبداعي الجديد والنسوية وصعود النيوليبرالية.
استُلهم أحدث كتاب لها، «أعقاب النسوية» (2008، صدرت الطبعة الألمانية في عام 2010)، من عمل فوكو في كشف التقنيات الجندرية المختلفة التي توجه نحو المرأة الشابة. ألفت كتابًا بعنوان «كن مبدعًا؟ كسب العيش في الصناعات الثقافية الجديدة»، نشرته دار بوليتي للنشر في عام 2014.

## حياتها المبكرة ووظيفتها
حصلت مكروبي على شهادتها الجامعية من جامعة غلاسكو، اسكتلندا، تلتها دراسات عليا في مركز الدراسات الثقافية المعاصرة في جامعة برمنغهام. نُشرت أطروحتها عن مجلة جاكي وأُعيدت طباعتها وتُرجمت إلى عدة لغات.
درست في لندن في جامعة لوفبرا قبل أن تنتقل إلى كلية جولدسميث في عام 1986، حيث أصبحت أستاذة مشرفة على الاتصالات في المجالات البحثية للنظرية الأبوية، والجندرية واقتصاد العمل الحديث، والجندرية والثقافة العالية، وصناعة ويغان للأزياء، وأشكال العمل الجديدة في الاقتصاد الإبداعي، والشركات الناشئة والمشاريع الاجتماعية، وبلاغيات الطرف الثالث.

## نظرة عامة على البحث

### 1970-1980
بدأت مكروبي بحثها الأول في عام 1974 في مركز الدراسات الثقافية المعاصرة في جامعة برمنغهام وكانت مهتمة بمواضيع الجندرية والثقافة الشعبية والجنسانية. على وجه الخصوص، أرادت التحقيق في مشكلة الرومانسية والتوافق الأنثوي المرتبطة بالظواهر اليومية لمجلات الفتيات.
أنتج هذا النهج مقالات حول ثقافة الأنوثة والرومانسية وموسيقى البوب وثقافة المراهقين ومجلة جاكي للمراهقين وغيرها. تحدثت أطروحتها عن مجلة جاكي عن إيديولوجيات النظام الأبوي للطبقة العاملة المتجسدة في الثقافة الشعبية التي تستهدف القراء المحايدين جندريًا، وحددت مركزية الفردانية الرومانسية. وصفت مكروبي لاحقًا أطروحتها، التي ركزت على نموذج مبسط لاستيعاب القراء للأيديولوجية، على أنها «نوع من الفكر المتخلف الضعيف» و«الانغماس في السياسات اليسارية الراديكالية والنسوية». أكدت مكروبي أن الماركسية والتحليل النفسي كان بإمكانها توفير مجموعة أوسع بكثير من الاحتمالات لفهم الجنسانية والرغبة والمتعة، على وجه الخصوص، أفسح مقال الإيديولوجيا وأجهزة الدولة الإيديولوجية من قبل ألتوسير الطريق لعالم كامل من التحليل الإعلامي والثقافي من خلال الأيديولوجيا والاستجواب. يمكن العثور على هذه المقالات السابقة في كتاب النسوية وثقافة الشباب (1991).
في عام 1978، ساهمت مكروبي في كتابة مقال رائد عن البنية الأبوية لموسيقى الروك مع سيمون فريث، ما شكل نقطة انطلاق للعديد من الدراسات النسوية حول الموسيقى الشعبية.

### 1980-1990
في عام 1980، نشرت مكروبي مقالة «تسوية الحسابات مع الثقافة الفرعية. نقد نسوي»، انتقدت فيها الكتاب المؤثر لديك هيبديج، الثقافة الفرعية: معنى الأسلوب (1979)، لغياب الثقافات الفرعية الأنثوية فيه. جادلت أنه في فهم الإنشاءات المتعلقة بالثقافات الفرعية للشباب، يجب النظر في الحياة الخاصة بالأسرة بقدر الحياة العامة في ذلك الوقت، كانت إمكانية التنقل والوصول إلى الأماكن العامة مقيدة بالنسبة للفتيات أكثر من الأولاد. انتقدت مكروبي أيضًا كتاب باول ويليس «تعلم العمل» على أسس مماثلة.
في منتصف الثمانينيات من القرن العشرين، أصبحت مكروبي مهتمة بالمناقشات حول كشف وتحليل الصور ذات الطابع الجنسي، والصور النمطية والإعلانات في وسائل الإعلام. بدأت بدراسة التحولات المفاجئة في مجلات الفتيات مثل مجلة جاست سيفنتين التي روجت لنمط مختلف من الأنوثة، ويرجع ذلك إلى حد كبير إلى دمج البلاغة النسوية —أو حتى السياسة النسوية— في ثقافة الشباب الشعبية. من خلال التقليل من أهمية أصدقائهن وأزواجهن المستقبليين، والتركيز بدلًا من ذلك على الرعاية الذاتية والتجارب الشخصية والثقة بالنفس، بدت مجلات الفتيات بالنسبة لمكروبي دليلاً على دمج الحس النسوي المشترك في المجال الثقافي الأوسع.
في هذا الوقت، درست مكروبي أيضًا أهمية الرقص في ثقافات الشباب الإناث وحللت الاقتصاد غير الرسمي المتنامي للأسواق المستعملة، والتي ذكرته في مجموعة كتبها بدلات الزوت والفساتين المستعملة (1989).

### 1990-2000
في عام 1993، نشرت مكروبي مقالة «اصمت وارقص: ثقافة الشباب وتغيير أنماط الأنوثة» إذ حللت مفارقات تماهي الشابات للنسوية. شملت أعمالها الأخرى: ما بعد الحداثة والثقافة الشعبية (1994)؛ وتصميم الأزياء البريطانية (1998)، وفي مجتمع الثقافة: الفن والأزياء والموسيقى الشعبية (1999)، إذ ناقشت فيها مرحلة ما بعد الحداثة في النظرية والثقافة من خلال تطوير الممارسات الفنية والثقافية في المجتمع الاستهلاكي المعاصر وجماليات الحياة اليومية في بريطانيا.
تعتقد مكروبي أيضًا أنه يمكن النظر إلى مجال صناعة المجلات على أنه طريق رئيسي لنقل المعرفة، خاصةً وأن هذا المجال جذب ووظف خريجين متأثرين بالنسوية. مع ذلك، سرعان ما سببت التحولات الثقافية في الجندرية إعادة النظر في بعض حججها السابقة.
في منتصف التسعينيات من القرن العشرين، وصفت مكروبي حدوث «تعقيد رجعي» تجاه الحركة النسوية، إذ ألقت القوى المعارضة للمساواة الجندرية وبروز النساء في مواقع السلطة اللوم على الحركة النسوية في ارتفاع معدلات الطلاق وأزمات الرجولة و«إضفاء العنصر الأنثوي على المناهج المدرسية». تصف مكروبي هذا على أنه عملية معندة لمحاولة «التراجع عن النسوية»، إذ أصبحت النساء اللواتي يعرفن بالنسوية يتعرضن للاحتقار والسخرية على أساس أن النساء الأصغر سنًا في مرحلة بعد الحداثة لم يعدن في حاجة إليها.

### 2000
حررت مكروبي كتاب بدون ضمانات: إكرامًا لستيوارت هال، مع باول غيلروي ولورينس غروسبيرغ في عام 2000، يليه كتاب فوائد الدراسات الثقافية (2005)، الذي تُرجم إلى نسختين صينيتين. في كتاب فوائد الدراسات الثقافية، اعتمدت مكروبي أيضًا على الكتابات الرئيسية للمنظرين مثل جوديث بتلر وستيوارت هال وبول غيلروي، وانتقدت عملهم فيما يتعلق بالعمليات القائمة على الإنتاج الثقافي والفني.
يعد مقالها «من أندية لشركات: ملاحظات حول انخفاض الثقافة السياسية في عوالم سريعة الإبداع» الذي نُشر في مجلة الدراسات الثقافية في عام 2002 هو تقييم للتحولات التي مرت بها الصناعات الثقافية في المملكة المتحدة والنتائج التي خلفتها على العمل الإبداعي. افترضت مكروبي أن تسارع عمليات التوظيف في هذه الصناعات أرفق طريقة عمل نيوليبرالية في الجهود الإبداعية السابقة.

### أعقاب النسوية (2008)
في نوفمبر عام 2008، نشرت مكروبي أحدث كتاب لها، أعقاب النسوية: الجندرية والثقافة والتغيير الاجتماعي، الذي يعكس ما اعتبرته سابقًا إعلانًا شديد التفاؤل عن نجاح الحركة النسوية. تصف طريقة كتابته من خلال «الاعتماد على البحث التجريبي المعاصر... كنت نوعًا ما أنقحه، أو أعيد قراءته، أو كنت أستنبط من مجال بحث استمر 20 عامًا.»